# Zábřeh (Polsko)
Zábřeh (polsky Zabrzeg) je vesnice v jižním Polsku ve Slezském vojvodství v okrese Bílsko-Bělá v gmině Čechovice-Dědice. Leží na severovýchodním okraji Těšínského Slezska mezi řekami Vislou a Jilovnicí a je součástí rybníkářské oblasti zvané Žabí kraj. Ke dni 31. 12. 2014 zde žilo 3 317 obyvatel, rozloha obce činí 13,52 km².
Zábřeh leží v bezprostřední blízkosti Goczałkowické přehrady (hráz se nachází 1,5 km od středu obce). Během její výstavby byly v 50. letech zatopeny severozápadní části vesnice: Podjaz a Zámlýní (Zamłynie). 55 % území obce (7,44 km²) pokrývá Černý les – rozsáhlý lesní komplex administrativně rozdělený mezi Zábřeh a Chyby, jehož součástí je přechodné rašeliniště Rotuz (od roku 1966 přírodní rezervace).
Obcí probíhá železniční magistrála Krakov – Bohumín – Vídeň, historická Severní dráha císaře Ferdinanda zprovozněná v roce 1855. V centru Zábřehu se nachází stanice Zabrzeg se spoji do Čechovic-Dědic, Katovic, Těšína, Visly a Žibřidovic, v Černém lese pak veliké seřaďovací nádraží Zabrzeg Czarnolesie (vybudované v letech 1923 až 1927, od 1959 také osobní zastávka). Autobusovou dopravu zajišťují čtyři linky MHD Čechovice-Dědice.
K památkám vesnice, poprvé zmiňované roku 1525, patří barokní katolický kostel sv. Josefa (1782), kaple Narození Matky Boží (1903), starý rakouský kilometrovník u hlavní křižovatky ukazující 322 km do Vídně a hraniční kamen na hřbitově z dob, kdy byla Visla rakousko-německou hranicí.
V roce 1862 se v Zábřehu narodil Józef Londzin, katolický kněz a jeden z vůdců polského národního hnutí na Těšínsku na rozhraní 19. a 20. století.